# Hippeastreae
Hippeastreae (Herb. ex Sweet, 1829) è una tribù di angiosperme monocotiledoni appartenente alla famiglia delle Amarillidacee.
È una tribù neotropicale originaria delle Americhe.

## Tassonomia
Presenta le seguenti sottotribù e generi:
- Sottotribu Hippeastrinae
  - Hippeastrum (107 spp.)
  - Phycella (13 spp.)
  - Rhodolirium (2 spp).
  - Traubia (1 sp.)
- Sottotribu Zephyranthinae
  - Sprekelia (1 spp.)
  - Zephyranthes (184 spp.)